# Mammillaria carretii
Mammillaria carretii är en kaktusväxtart som beskrevs av Rebut och Karl Moritz Schumann. Mammillaria carretii ingår i släktet Mammillaria och familjen kaktusväxter. Inga underarter finns listade i Catalogue of Life.

## Bildgalleri

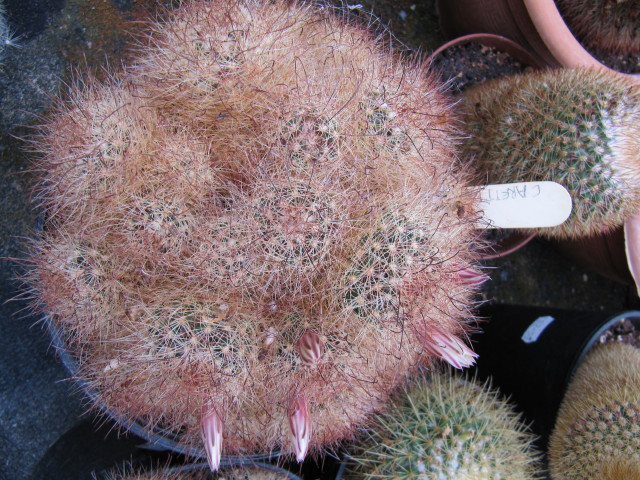